# Cingulum (pas)

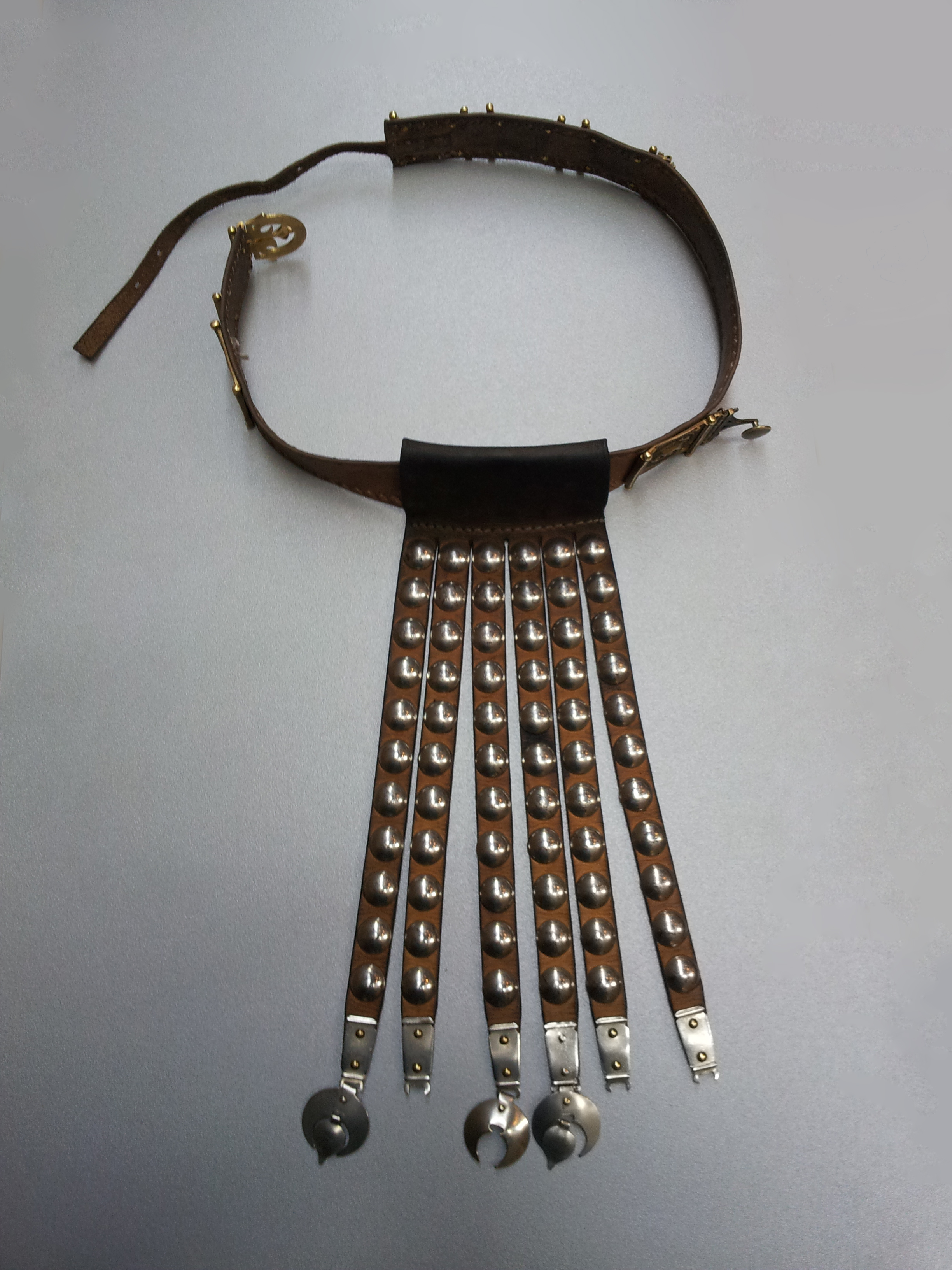
Cingulum

Cingulum (łac. cingulum militare) – skórzany pas wojskowy noszony przez Rzymian. 
Był pochodzenia galijskiego, w wojsku rzymskim wprowadzono go w I wieku n.e., z użycia zaczął wychodzić na początku III stulecia. 
Z przodu zaopatrzony był w 4-6 szerokich rzemieni (pteryges) nabijanych metalowymi skuwkami lub guzami i tworzących rodzaj fartucha, który sięgając niemal do kolan osłaniał podbrzusze wojownika. Noszony przez wszystkich wojskowych, w opinii Serwiusza stanowił w warunkach pokojowych widoczny wyróżnik profesji żołnierza nie noszącego uzbrojenia (Omnes qui militant, cincti sunt).